# Renan Mota
Renan Mota (nacido el 1 de octubre de 1991) es un futbolista brasileño que juega como centrocampista.

## Trayectoria

### Clubes
| Club           | País   | Año         |
| -------------- | ------ | ----------- |
| Santos         | Brasil | 2011 - 2013 |
| União São João | Brasil | 2011        |
| Sport Barueri  | Brasil | 2011        |
| Democrata      | Brasil | 2012        |
| Ituano         | Brasil | 2012        |
| Araxá          | Brasil | 2013        |
| Penapolense    | Brasil | 2013        |
| Monte Azul     | Brasil | 2014        |
| Guarani        | Brasil | 2014        |
| São Bento      | Brasil | 2015        |
| Oeste          | Brasil | 2015 - 2016 |
| São Bento      | Brasil | 2017        |
| Figueirense    | Brasil | 2017 - 2018 |
| Kyoto Sanga FC | Japón  | 2019 - 2020 |